# 榆树庄站
榆树庄站是北京地铁16号线上的一座车站，于2022年12月31日启用。该站位于北京市丰台区看丹街道看丹路、洪泰路交叉口东侧。
本站在2022年12月31日至2023年12月29日期间曾为16号线的南端臨時终点站，后随16号线剩余段开通变为中途站。

## 位置
榆树庄站位于北京市区西南部，看丹路、洪泰路交叉口东侧，呈西北-東南走向。

## 结构
榆树庄站总长257.5米，宽65米，车站总建筑面积为24173平方米，是北京市最宽的地铁车站，属于地下单层侧式车站。月台北端设有双存车线，用于列车折返。

### 车站楼层
| 地面层   | 出入口                     | A、E出入口                       |
| 夹层     | 换向通道                   |                                  |
| 地下一层 | 站厅                       | 客务中心、自动售票机、进出站闸机 |
| 地下一层 | 侧式站台，右側開门         |                                  |
| 地下一层 | █ 16号线往北安河（看丹）   |                                  |
| 地下一层 | █ 16号线往宛平城（洪泰庄） |                                  |
| 地下一层 | 侧式站台，右側開门         |                                  |
| 地下一层 | 站厅                       | 客务中心、自动售票机、进出站闸机 |
| 地下二层 | 换向通道                   |                                  |

### 出入口
|                       |        |                            |      |                |
| 编号                  | 指示   | 建议前往的目的地           | 图片 | 无障碍设施图片 |
| 出口 · A              | 看丹路 | 看丹路（南侧）             |      | 不適用         |
| 出口 · B · 升降机标志 | 看丹路 | 看丹路（南侧）             |      |                |
| 出口 · C              | 洪泰路 | 洪泰路（东侧）、榆树庄公园 |      | 不適用         |
| 出口 · D · 升降机标志 | 洪泰路 | 洪泰路（东侧）             |      |                |
| 註： 設有             |        |                            |      |                |